# 胡克斯島
胡克斯島（英語：Hooks Island）是位於美國加利福尼亞州帕羅奧圖市舊金山灣的潮汐鹽沼島，面積約36英畝（15公頃）。胡克斯島在2010年代被發現是數十隻加州近危物種加州秧雞的棲息地。

## 地理

美國地質調查局不同時間點的胡克斯島（中心）地圖
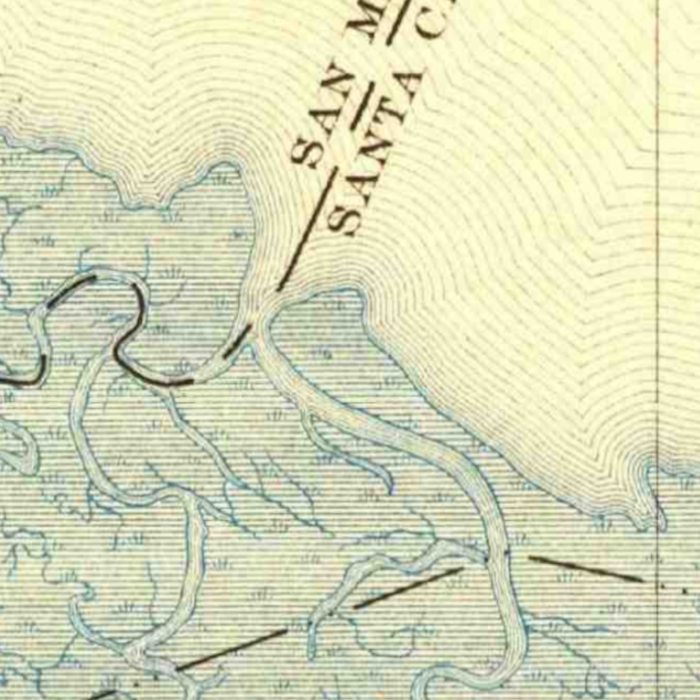
1899年
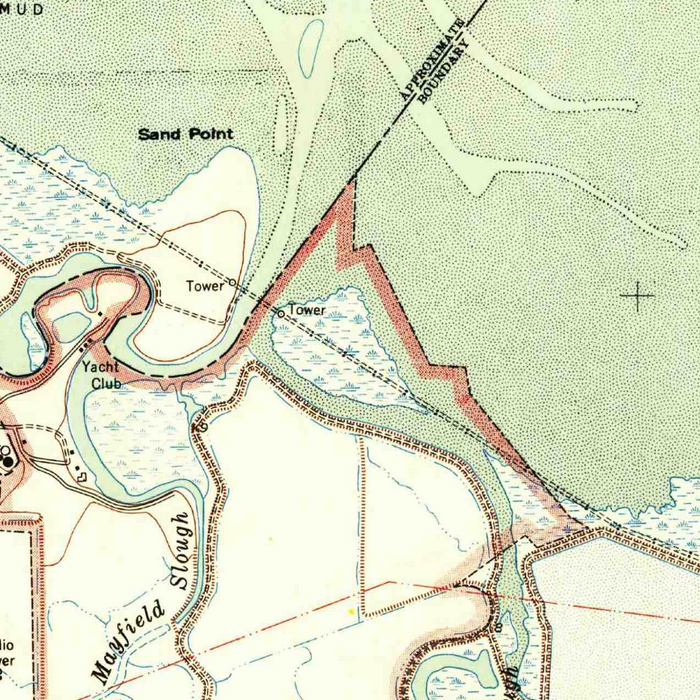
1955年
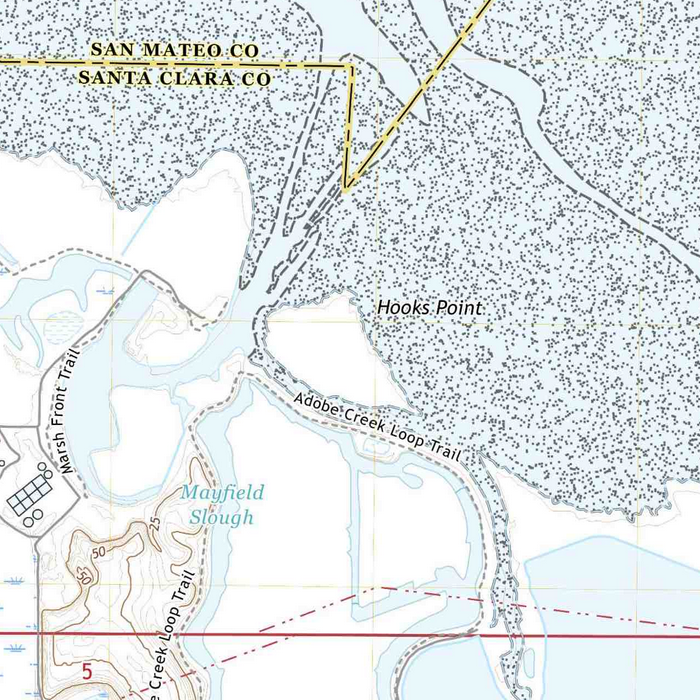
2018年

胡克斯島是多個瀕危物種的棲息地和5座高壓電塔（屬於Ravenswood-Ames 115千伏特輸電系統）的設置地。根據2020年聖塔克拉拉谷水利局報告，胡克斯島被描述成一處「未受干擾的潮汐鹽沼」（undisturbed tidal salt marsh），部分區域由「河口潮間帶的新興濕地」（estuarine intertidal emergent wetland）組成。該島最北端座標為37°27′31″N 122°05′47″W / 37.4585500°N 122.0963519°W，被稱為胡克斯點，整座島嶼則位在帕羅奧圖海灣帆船碼頭的正東方。
胡克斯島是帕羅奧圖海灣濕地自然保護區的一部分，當地政府禁止人員前往，且如同舊金山灣區的多個地區一樣，不允許企業開發不動產（尤其是房地產）。

## 植物
胡克斯島上長滿了常生長於大面積土地上的草，其中的幾種米草成為島上的動物的棲息地。1997年的一項研究顯示，入侵物種互花米草已威脅到胡克斯島上的本土禾本科植物加利福尼亞米草，且前者較後者生長得更密集，使動物難以在草叢中移動。
互花米草最初於1973年由美國陸軍工兵部隊計畫引入該地區，以降低舊金山灣的侵蝕並恢復沼澤地，該物種與當地的原生米草雜交，在地面上生長出密集的草叢及形成緊密的根系，導致原先棲息在地表及泥灘下的生物被其他物種取代。
當互花米草被意識到對當地的原生物種具有危害後，加利福尼亞州自然資源署下轄加州海岸保護區啟用「舊金山河口入侵性米草計畫」（San Francisco Estuary Invasive Spartina Project），並在使用除草劑依滅草配合物理清理的方式，將互花米草的生長區域自2005年的805英畝減少至2016年的28英畝（約花費3,000萬美元）。
儘管該計畫取得「巨大的成功」，但在發現近危物種加州秧雞棲息於互花米草叢後，聯邦官員要求加州海岸保護區停止部分計畫的實施。

## 動物
已知有包括近危物種加州秧雞在內的多種鳥類棲息於胡克斯島。2011年，由點藍科學保育科學組織管理的雷斯角鳥類觀測站發布一份科學報告顯示，海灣大約有14隻加州秧雞，而帕羅奧圖港和胡克斯島上「已知存在」19隻加州秧雞，數量較2010年的22隻有所減少，2011年的其他統計資料顯示該物種的總族群大約有15－29隻。
2013年，有人指出生活在胡克斯島上的流浪貓殺害加州秧雞，帕羅奧圖市負責公共空間、公園和高爾夫球場的部門經理達倫·安德森（Daren Anderson）表示「親眼看到流浪貓在海灣濕地自然保護區獵殺和捕捉鳥類」，但帕羅奧圖人道協會（Palo Alto Humane Society）的志工安·努斯鮑姆（Ann Nussbaum）則反駁這一說法，並表示「真正造成該物種數項降低的主因是棲息地的消失、汙染及殺蟲劑，與人類相比，流浪貓造成的傷害是輕微的」。

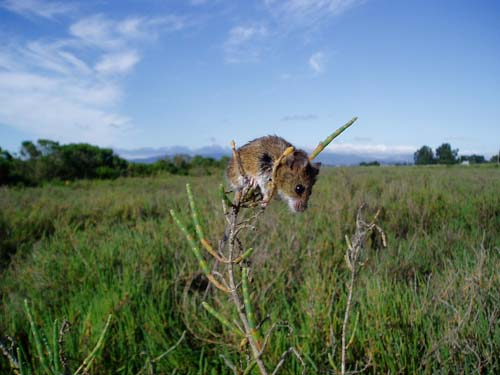
生活於鹽沼植被中的瀕危物種鹽沼巢鼠（英语：salt marsh harvest mouse）
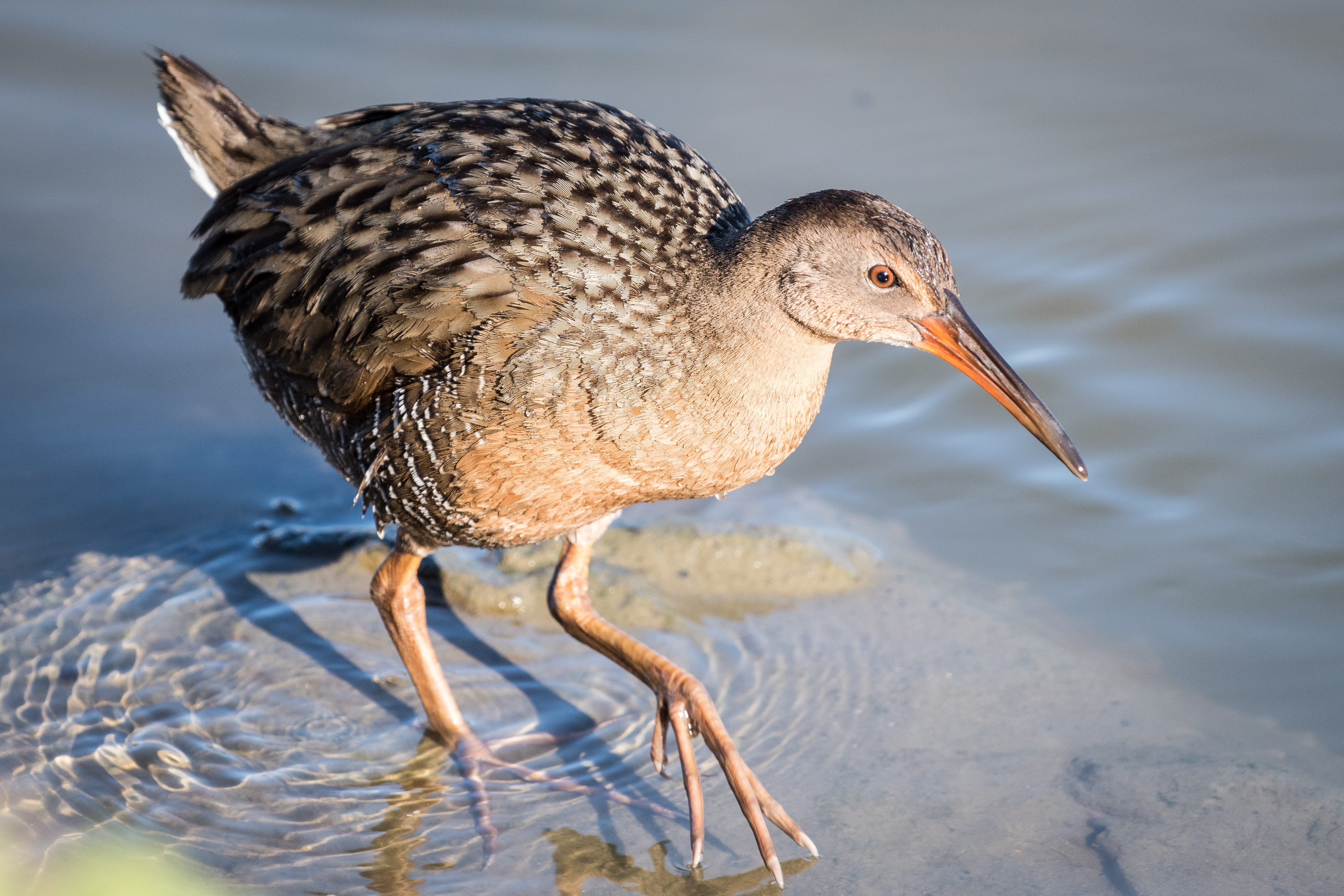
加州秧雞（攝於2016年1月）